# 鶴田郵便局 (青森県)
鶴田郵便局（つるたゆうびんきょく）は青森県北津軽郡鶴田町にある郵便局。民営化前の分類では集配特定郵便局であった。

## 所在地
住所：〒038-3599 青森県北津軽郡鶴田町大字鶴田字鷹ノ尾9-9

## 沿革
- 1880年（明治13年）2月 - 鶴田郵便局（五等）として開設[1]。
- 1885年（明治18年）6月30日 - 廃止[1]。
- 1902年（明治35年）
  - 3月10日 - 鶴田郵便受取所として再設[1]。
  - 12月16日 - 鶴田郵便局（三等）となる。貯金取扱を開始[1]。
- 1906年（明治39年）3月 - 振替貯金取扱開始[2]。
- 1910年（明治43年）4月 - 年金恩給取扱開始[2]。
- 1916年（大正5年）10月 - 簡易保険取扱開始[2]。
- 1923年（大正12年）12月 - 電信事務取扱開始[2]。
- 1927年（昭和2年）8月- 電話の取扱開始。当時、電話を申し込んだのは39戸だった[2]。
- 1929年（昭和4年）2月 - 電話交換業務開始[2]。
- 1937年（昭和12年）8月 - 速達郵便取扱開始[2]。
- 1941年（昭和16年）5月31日 - 鶴田字生松104番地に新築移転[2]。
- 1966年（昭和41年）11月27日 - 電話交換業務が半自動式に変更[3]。
- 1970年（昭和45年）
  - 4月19日 - この日をもって、電話交換業務が電電公社五所川原電報電話局に移管され、自動化[4]。
  - 11月2日 - 鶴田字生松45番地に移転[2]。
- 1998年（平成10年） - 鶴田字鷹ノ尾9番9号（現在地）に新築移転[5]。
- 2007年（平成19年）10月1日 - 民営化に伴い、併設された郵便事業五所川原支店鶴田集配センターに一部業務を移管。
- 2012年（平成24年）10月1日 - 日本郵便株式会社発足に伴い、郵便事業五所川原支店鶴田集配センターを鶴田郵便局に統合。

## 取扱内容
- 郵便、印紙、ゆうパック、内容証明
- 貯金、為替、振替、振込、国際送金、国債
- 生命保険、バイク自賠責保険、がん保険、引受条件緩和型医療保険
- 宝くじの販売
- ゆうちょ銀行ATM
- 北津軽郡鶴田町全域（〒038-35xx）の集配業務

## 周辺
- 鶴田町立鶴田小学校
- 鶴田町学校給食センター - 鶴田小学校と建物が繋がっている。
- 正法寺
- つがる西北五広域連合鶴田診療所
- 特別養護老人ホーム鶴のまとい
  - つがる西北五広域連合鶴田診療所と特別養護老人ホーム鶴のまといは、旧鶴田町立鶴田中央病院跡にある。
- 五所川原警察署鶴田警察官駐在所
- ローソン鶴田相原店
- 国道339号線現道
- 鶴田町役場

## アクセス
- JR東日本五能線陸奥鶴田駅から、徒歩約670m・約10分（最短ルート移動した場合）。
- 弘南バス弘前～五所川原線で、
  - 「鶴田診療所前」停留所より、
    - 弘前バスターミナル行のりばから、徒歩約130m・約2分。
    - 五所川原駅前行のりばから、徒歩約155m・約2〜3分。

  - 「鶴田北口」停留所より、
    - 弘前バスターミナル行のりばから、徒歩約230m・約3分。
    - 五所川原駅前行のりばから、徒歩約250m・約4分（鶴田小学校前の横断歩道経由）。
- 駐車場あり：8台